# Oreoícids
Els oreoícids (Oreoicidae) són una família de petits ocells insectívors que ha estat reconeguda recentment.
Els tres gèneres monotípics que formen la família han estat ubicats a diferents famílies des de fa cinquanta anys, incloent els Colluricinclidae, Falcunculidae i Pachycephalidae. Una sèrie d'estudis d'ADN durant els primers anys del present segle van donar suport per a tractar els tres gèneres com una nova família, que va rebre el seu nom el 2016.
Els tres gèneres són: 
- Gènere Aledryas, amb una espècie: xiuladora de coroneta rogenca (Aleadryas rufinucha).
- Gènere Ornorectes, amb una espècie: pitouí crestat (Ornorectes cristatus).
- Gènere Oreoica, amb una espècie: xiuladora crestada (Oreoica gutturalis).